# Белодробни охлюви
Белодробни охлюви (Pulmonata) е разред сухоземни или водни видове коремоноги мекотели, които са пригодени да дишат с помощта на бели дробове. Включва представители, които сравнително рано се отделят от останалите коремоноги входа на еволюцията. Обитават основно сушата, но някои от тях вторично са преминали към воден начин на живот. Водните белодробни охлюви са свързани предимно съм сладководни или слабосолени водни басейни.

## Класификация

### Съвременна класификация
Белодробните охлюви са около 35 хиляди вида обединени в следните семейства:

### ПодразредBasommatophoraKeferstein (1864)
- надсемейство Acroloxoidea Thiele (1931)
  - семейство Acroloxidae Thiele (1931)[1]
- надсемейство Amphiboloidea Gray (1840)[2]
  - семейство Amphibolidae H. Adams et A. Adams, 1855[3]
  - семейство Maningrididae R. E. Golding, W. F. Ponder et M. Byrne (2007)
  - семейство Phallomedusidae R. E. Golding, W. F. Ponder et M. Byrne (2007)
- надсемейство Chilinoidea Dall (1870)
  - семейство Chilinidae Dall (1870)[4]
  - семейство Latiidae
- надсемейство Glacidorboidea Ponder (1986)
  - семейство Glacidorbidae
- надсемейство Lymnaeoidea Raf. (1815)
  - семейство Lymnaeidae Raf. (1815)
- надсемейство Planorboidea Raf. (1815)
  - семейство Physidae Fitzinger (1833)
  - семейство Planorbidae Raf. (1815)[5]
- надсемейство Siphonarioidea Gray (1840)
  - семейство Siphonariidae
  - семейство Acroreiidae – измрели

### ПодразредEupulmonataHaszprunar et Huber (1990)

#### ИнфраразредArchaeopulmonata=ActeophilaDall (1885)
- надсемейство Ellobioidea L. Pfeiffer (1854(1822))[5][6][7]
  - семейство Ellobiidae L. Pfeiffer (1854 (1822))[8]

### ПодкладElasmognatha
- надсемейство Athoracophoroidea P. Fischer (1883 (1860))[9]
  - семейство Athoracophoridae[10][11][12]
- надсемейство Succineoidea Beck (1837)
  - семейство Hyalimacinae Godwin-Austen (1882) = Oxylomatinae Schileyko et Likharev (1986) = Succineidae Beck (1837) [5][13]

##### ПодкладOrthurethraPilsbry (1900)[14]
- надсемейство Achatinelloidea Gulick (1873)
  - семейство Achatinellidae[15]
- надсемейство Cochlicopoidea Pilsbry (1900 (1879))
  - семейство Amastridae[16]
  - семейство Cionellidae Pfeiffer (1879) = Zuidae Bourguignat (1884) = Cochlicopidae Pilsbry (1900 (1879))[5][14]
- надсемейство Enoidea
  - семейство Cerastidae
  - семейство Enidae[17][18][19]
- надсемейство Partuloidea Pilsbry (1900)
  - семейство Draparnaudiidae
  - семейство Partulidae Pilsbry (1900)[14][20][21]
- надсемейство Pupilloidea Turton (1831)
  - семейство Argnidae
  - семейство Chondrinidae
  - семейство Lauriidae
  - семейство Orculidae
  - семейство Pleurodiscidae
  - семейство Pupillidae[22]
  - семейство Pyramidulidae Kennard et Woodward (1914)[23]
  - семейство Spelaeoconchidae
  - семейство Spelaeodiscidae
  - семейство Strobilopsidae Wenz (1915)[20][24]
  - семейство Valloniidae Morse (1864)[25]
  - семейство Vertiginidae Fitzinger (1833)[5][26]
  - семейство Cylindrellinidae – измрели

### Неофициална групаSigmurethra
(влизат в подклад Orthurethra Pilsbry (1900))
- надсемейство Acavoidea Pilsbry (1895)
  - семейство Acavidae Pilsbry (1895)[27]
  - семейство Caryodidae Thiele (1926)[28]
  - семейство Dorcasiidae Connolly (1915)[29]
  - семейство Macrocyclidae Thiele (1926)[28]
  - семейство Megomphicidae H.B. Baker (1930)[5][30]
  - семейство Strophocheilidae Pilsbry (1902)[5][31]
- надсемейство Achatinoidea Swainson (1840)
  - семейство Achatinidae
  - семейство Coeliaxidae
  - семейство Ferussaciidae
  - семейство Glessulidae
  - семейство Subulinidae
  - семейство Thyrophorellidae
- надсемейство Aillyoidea Baker (1955)[32]
  - семейство Aillyidae Baker (1955)[20][32]
- надсемейство Arionoidea Gray in Turton (1840)
  - семейство Anadeniidae Pilsbry (1948)[5][33][34][35]
  - семейство Ariolimacidae Pilsbry et Vanatta (1898)[5][35][36]
  - семейство Arionidae Gray (1840)[37]
  - семейство Binneyidae Cockerell (1891)[5][33][35][38]
  - семейство Oopeltidae Cockerell (1891)
  - семейство Philomycidae Gray (1847)[5][35][39]
- надсемейство Buliminoidea Clessin (1879)
  - семейство Buliminidae
  - семейство Cerastuidae
- надсемейство Clausilioidea Gray (1855)[40]
  - семейство Clausiliidae Gray (1855)
  - семейство Anadromidae – измрели
  - семейство Filholiidae – измрели
  - семейство Palaeostoidae – измрели
- надсемейство Dyakioidea Gude et Woodward (1921)
  - семейство Dyakiidae Gude et Woodward (1921)
- надсемейство Gastrodontoidea Tryon (1866)
  - семейство Chronidae
  - семейство Euconulidae H. B. Baker (1928)[5][41]
  - семейство Gastrodontidae Tryon (1866)[42]
  - семейство Oxychilidae Hesse in Geyer (1927 (1879))[5][43]
  - семейство Pristilomatidae Cockerell (1891)[38]
  - семейство Trochomorphidae Möllendorff (1890)
- надсемейство Helicarionoidea Bourguignat (1877)
  - семейство Ariophantidae
  - семейство Helicarionidae
  - семейство Urocyclidae
- надсемейство Helicoidea Raf. (1815)[44]
  - семейство Bradybaenidae
  - семейство Camaenidae Pilsbry (1895)[5][27][45][46][47][48]
  - семейство Cepolidae Ihering (1909)[5][20][49]
  - семейство Cochlicellidae Schileyko (1972)[20][50][51]
  - семейство Elonidae Gittenberger (1979)[20][52]
  - семейство Epiphragmophoridae
  - семейство Halolimnohelicidae
  - семейство Helicidae Raf. (1815)[5][44]
  - семейство Helicodontidae Kobelt (1904)[53]
  - семейство Helminthoglyptidae Pilsbry (1939)
  - семейство Humboldtianidae
  - семейство Hygromiidae Tryon (1866)[5][42][54][55]
  - семейство Monadeniidae Nordsieck (1972)[56]
  - семейство Pleurodontidae
  - семейство Polygyridae Pilsbry (1895)[27]
  - семейство Sphincterochilidae Zilch (1960)[57]
  - семейство Thysanophoridae Pilsbry (1926)[20][33]
  - семейство Trissexodontidae Nordsieck (1987)[5][58][59]
  - семейство Xanthonychidae
- надсемейство Limacoidea Raf. (1815)
  - семейство Agriolimacidae H. Wagner (1935)[60][61]
  - семейство Boettgerillidae Van Goethem (1972)[62]
  - семейство Limacidae = Bielziidae Likharev et Wiktor (1980)[63]
  - семейство Vitrinidae Fitzinger (1833)[20][26]
- надсемейство Oleacinoidea H. Adams et A. Adams, 1855
  - семейство Oleacinidae
  - семейство Spiraxidae
- надсемейство Orthalicoidea Albers (1860)[5]
  - семейство Cerionidae Pilsbry (1901)[20][31]
  - семейство Coelocionitidae
  - семейство Megaspiridae
  - семейство Orthalicidae[64][65][66][67]
  - семейство Placostylidae[68]
  - семейство Urocoptidae
  - семейство Grangerellidae – измрели
- надсемейство Papillodermatoidea
- надсемейство Parmacelloidea
- надсемейство Plectopylidoidea Möllendorf (1898)
  - семейство Corillidae
  - семейство Plectopylididae
  - семейство Sculptariidae
- надсемейство Punctoidea Morse (1864)
  - семейство Charopidae Hutton (1884)[5][69]
  - семейство Cystopeltidae
  - семейство Patulidae Tryon (1866) = Discidae Thiele (1931 (1866))[70]
  - семейство Endodontidae Pilsbry (1893)
  - семейство Helicodiscidae Pilsbry in H. B. Baker (1927)[20][71]
  - семейство Oreohelicidae Pilsbry (1939)[33]
  - семейство Punctidae
  - семейство Thyrophorellidae
  - семейство Anastomopsidae – измрели
- надсемейство Rhytidoidea Pilsbry (1893)
  - семейство Chlamydephoridae Cockerell (1935)[72]
  - семейство Haplotrematidae H. B. Baker (1925)[73]
  - семейство Rhytididae Pilsbry (1893)[20][74][75]
  - семейство Scolodontidae H. B. Baker (1925)[76]
- надсемейство Sagdidoidea = Sagdoidea Pilsbry (1895)
  - семейство Sagdidae
- надсемейство Staffordioidea Thiele (1931)
  - семейство Staffordiidae
- надсемейство Streptaxoidea Gray (1860)
  - семейство Streptaxidae Gray (1860)[5][77]
- надсемейство Strophocheiloidea Thiele (1926)
  - семейство Dorcasiidae Connolly (1915)[29]
  - семейство Megalobulimidae
  - семейство Strophocheilidae Pilsbry (1902)[5][31]
- надсемейство Testacelloidea Gray in Turton (1840)[78]
  - семейство Testacellidae Gray in Turton (1840)[78]
- надсемейство Trigonochlamydoidea Hesse (1882)
  - семейство Milacidae
  - семейство Papillodermidae
  - семейство Parmacellidae
  - семейство Trigonochlamydidae
- надсемейство Zonitoidea Mörch (1864)
  - семейство Zonitidae Mörch (1864)[5][20][79]

#### ИнфраразредTrimusculiformesMinichev et Starobogatov (1975)
- надсемейство Trimusculoidea J. Q. Burch (1945 (1840))[80]
  - семейство Trimusculidae

### ПодразредSystellommatophoraPilsbry (1948)
- надсемейство Onchidioidea Raf. (1815)
  - семейство Onchidiidae[81]
- надсемейство Otinoidea H. Adams et A. Adams, 1855
  - семейство Otinidae
  - семейство Smeagolidae Climo (1980)[82][83]
- надсемейство Rathouisioidea Sarasin (1889)
  - семейство Rathouisiidae
  - семейство Veronicellidae Gray (1840)